# سیارک ۳۷۸۵۹
سیارک ۳۷۸۵۹ (به انگلیسی: 37859 Bobkoff، نامگذاری:1998FE3) سی و هفت هزار و هشتصد و پنجاه و نهمین سیارک کشف شده‌است که در ۲۳ مارس ۱۹۹۸ کشف شد.